# Millefoglie

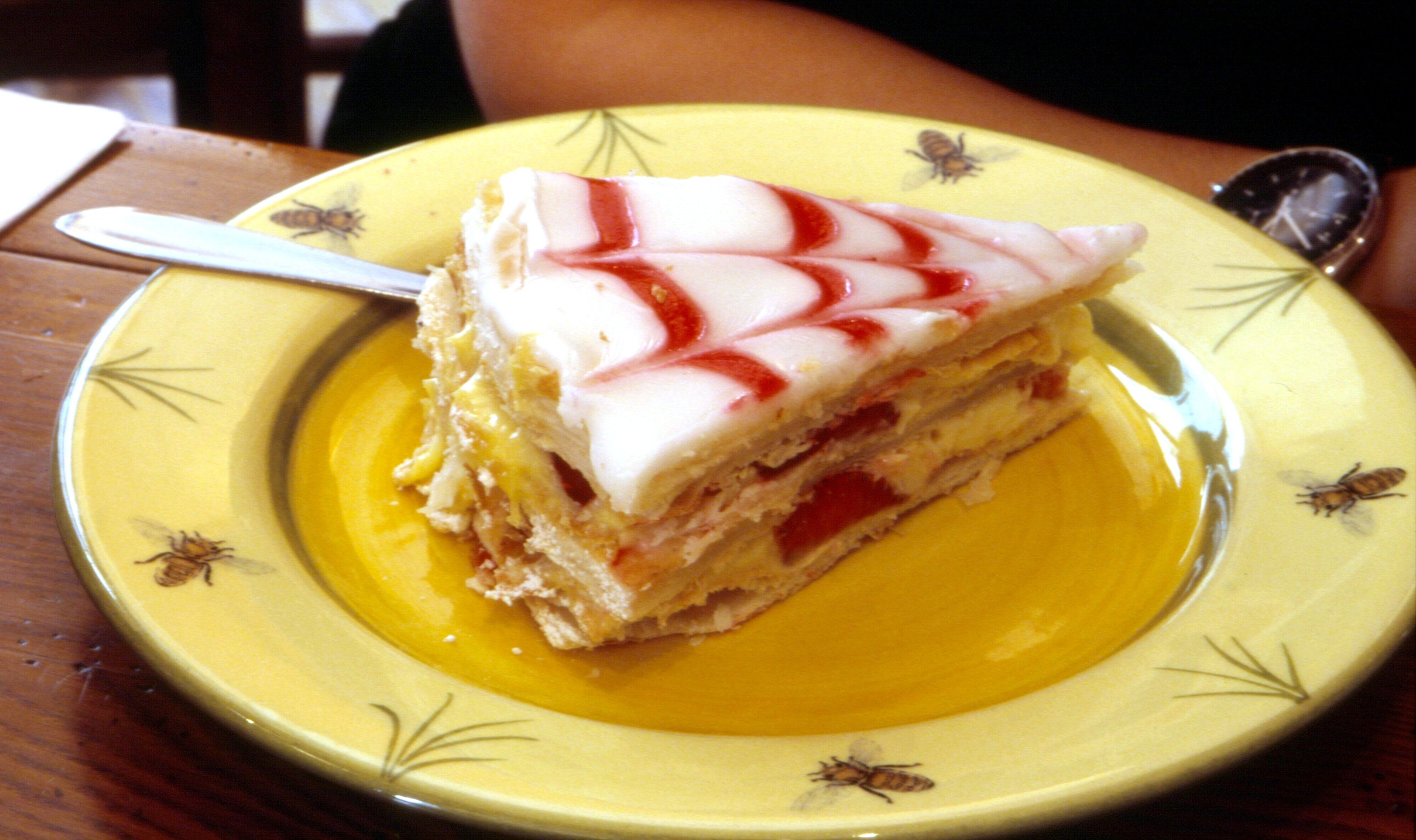
Torta millefoglie con strato superiore glassato

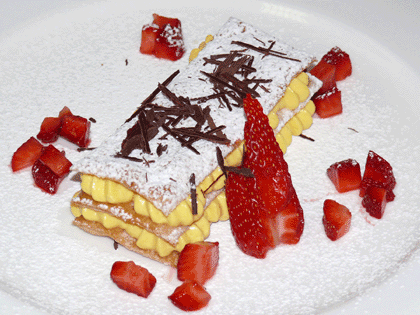
Millefoglie ripieno di crema diplomatica e guarnito con fragole e zucchero a velo

Il millefoglie (in francese: mille-feuille o millefeuille), anche conosciuto come Napoleon, è un dolce tipico della cucina francese. Tradizionalmente il millefoglie è composto da tre strati di pasta sfoglia, che si alternano con due strati di crema chantilly o pasticciera o diplomatica, benché esistano varianti che sostituiscono la crema con panna, confettura o altro. La parte superiore è di solito glassata. In alternativa, lo strato di pasta superiore può essere spolverato con zucchero a velo, cacao o mandorle sbriciolate. Di solito nelle versioni più ricercate per grandi occasioni si può rifinire con panna di contorno che dà lustro al dolce.

## Storia
L'esatta origine del millefoglie è sconosciuta. Se ne rinvengono le prime tracce nel libro Cuisinier françois di François Pierre de La Varenne del 1651. In seguito la ricetta è stata perfezionata da Marie-Antoine Carême. Carême, che scriveva alla fine del XVIII secolo, considerava la ricetta di "antiche origini".
In Russia e fuori dall'Europa si chiama Napoleon e si attribuisce l’origine alla ben più recente liberazione di Mosca nel 1812.
Tuttavia, molti pasticceri professionisti lo fanno risalire solo al 1867, quando fu proposto come specialità dal famoso pasticciere Adolphe Seugnot, allora con sede al 28 di rue Du bac a Parigi.

## Composizione
Il millefoglie è composto da tre strati di pasta sfoglia e due strati di crema pasticciera o chantilly o diplomatica. La parte superiore del dolce è guarnita con glassa bianca (zucchero), o bianca e nera (cioccolato) a strisce. In anni recenti, sono state create ricette di millefoglie salate, con formaggio e spinaci o altri ripieni salati.

## Competizione
Il Great Australian Vanilla Slice Triumph è una gara annuale per la migliore torta millefoglie che si tiene a Merbein nella Victoria occidentale. I criteri di giudizio prevedono che "una volta assaggiata, la torta debba rivelare una crema dalla struttura cremosa e liscia e un equilibrio di gusto fra il gusto della vaniglia e la pasta croccante, sormontata da una glassa liscia e lucida, o fondente".